# Крысолов (Александр Грин)
«Крысолов» — рассказ Александра Грина, впервые опубликованный в журнале «Россия» № 3(12), 1924 год. В 1927 году опубликован в сборнике «Библиотека „Огонёк“» № 50 (1927). Впоследствии включался в большинство сборников Александра Грина. Издавался в переводе на английский и польский языки.

## Оценки
«„Крысолов“ замыкает цепь величайших поэтических произведений о старом Петербурге-Петрограде» (Вера Панова).
Алексей Варламов, автор ЖЗЛ-биографии Грина, характеризует «Крысолов» и «Фанданго», как самые совершенные произведения Грина 1920-х годов.
Кир Булычёв:

Одна из лучших повестей Александра Грина называется «Крысолов». В ней он отразил ужас голодного одиночества в гражданскую войну. Пустынный, вымирающий от голода и холода большой город утверждал неизбежную близость конца света.
Когда случайный знакомый пускает героя переночевать в опустевшее гигантское здание, тот попадает в кошмар, запечатлённый и умноженный воображением гениального писателя.
— Кир Булычёв. Падчерица эпохи (Второе пришествие Золушки) // Если. — 2003. — № 6.

## Сюжет
Рассказ начинается вполне реалистичной картиной голодного Петрограда, знакомство героя с девушкой на рынке напоминает реальное знакомство Грина с Ниной Николаевной, даже подаренная ею булавка имела место. Немедленно вслед за этим герой заболевает тифом, три месяца спустя, вылечившись, он узнаёт, что его квартиру власти передали другому. Знакомый заселяет его в брошенное здание банка, оказавшегося мрачным лабиринтом. По внезапному внутреннему порыву герой решает позвонить девушке Сузи, с которой познакомился на рынке, в отключённый телефон. Он забыл номер её телефона, а книгу с записанным номером продал тогда же на рынке, но он верит своему внутреннему внушению. И телефон заработал. Герой называет телефонистке неправильный номер, но она повторяет в трубку правильный, который сразу всплывает в памяти героя. Его связывают с квартирой девушки, которая в крайнем удивлении, так как её телефон тоже отключён.  Из разговора с ней герой узнаёт адрес девушки.
Постепенно атмосфера рассказа сгущается и наполняется ужасом. В залах и на пути героя к Сузи появляются странные существа, пытающиеся заманить героя в смертоносные ловушки. Как оказалось, близится битва Крысолова и Освободителя (гигантской крысы), причём Крысолов — это отец Сузи. «Вы были окружены крысами!», — поясняет ему Крысолов. Битва завершается торжеством Крысолова — гигантская чёрная крыса попалась в его капкан.
Метафорическая (антибуржуазная) суть крысиного мотива поясняется словами:

[Крысам] благоприятствуют мор, голод, война, наводнение и нашествие. Тогда они собираются под знаком таинственных превращений, действуя как люди, и ты будешь говорить с ними, не зная, кто это. Они крадут и продают с пользой, удивительной для честного труженика, и обманывают блеском своих одежд и мягкостью речи. Они убивают и жгут, мошенничают и подстерегают; окружаясь роскошью, едят и пьют довольно и имеют всё в изобилии. Золото и серебро есть их любимейшая добыча, а также драгоценные камни, которым отведены хранилища под землей.

## Экранизации
По мотивам рассказа режиссёр Крсто Папич снял два фильма:
- югославский кинофильм «Избавитель» (1976 год);
- сиквел — бельгийско-хорватский кинофильм «Инфекция» (2003 год).

Мультипликационный фильм Марии Дейнего «Крысолов» (1996 год), снятый на студии Александра Политковского по заказу «Политбюро».
Мультипликационный сериал русского хоррора «Красный состав» (2023 год) открывается серией «Дочь Крысолова» по мотивам рассказа Грина.